# エーディーケイ
株式会社エーディーケイ（英: ADK CORPORATION、登記上の商号: 株式会社エーデイーケイ）は、かつて日本のコンピュータゲーム制作・販売会社を行っていた会社である。
旧商号はアルファ電子株式会社（アルファでんし）。開発・製造部門としてアルファ電子工業株式会社（アルファでんしこうぎょう）を名乗っていた時期もある。

## 概要
1980年7月に設立。当時のオフィスは埼玉県浦和市（現：さいたま市浦和区）のマンションの一室。アーケードゲームの開発、発売を主に行っていた他、全日本アミューズメント施設営業者協会連合会（AOU）構成団体のひとつである埼玉県アミューズメント施設営業者協会の事務局を本社内に置いていた。
設立当初はテレビゲームとは無縁の、トランシーバーなどの通信機器とスピーカーの部品などの音響パーツを扱うメーカーだった。しかし三立技研が販売を担当した『ジャンピューター』の成功をきっかけに黎明期を迎えた日本のアーケードゲーム業界に本格参入。元々、自己資本の乏しいメーカーだったため、クラール電子やコアランドテクノロジーといったメーカーから開発資金を調達し、それらのメーカーを通して「クラッシュローラー」、「ジャンプバグ」などのスマッシュヒット作をリリースしていた。またテーカンが販売した「将棋」シリーズの開発では「ジャンピューター」の麻雀に次いで、アーケードゲームで将棋というジャンルを確立することに成功。それまでドットイートゲームやシューティングゲームが中心だった日本のビデオゲームのジャンルを広げ、麻雀や将棋をはじめとするテーブルゲームの確立に貢献した。
やがて自己資金で開発できる環境が整うと、本社を埼玉県上尾市へ移転。セガ販売の『チャンピオンベースボール』から始まり、『エキサイティングサッカー』などの作品をリリースし、中堅メーカーながらも参入当初から見せるその技術力の高さをアピールした。
1993年1月に社名をエーデイーケイ（ADK）へと変更。また社名を変更する前に、自社開発のソフトの販売等で関係のあったSNK（旧社）と『Multi Video System』を共同開発した。その際、ADK自身も業務提携しゲームソフト開発を筆頭サードパーティーとして協力して行った。そこで取り交わした契約上、ネオジオ以外の他機種向けのゲーム開発は禁止されていた。しかし、表向きには“関連企業”としていた「未来ソフト」という別ブランドで、他機種向けの作品を開発・販売していた。ネオジオゲームの市場は主に海外だったため、当時の円高でADKの業績は悪化していった。なお、SNKも行きすぎた多角経営と主力としていた対戦型格闘ゲームの退潮で経営が悪化し2001年に倒産している。
業績低下が止まらず社員を削減していった結果、2000年頃にはわずか10人余りとなってしまった。新規に携帯電話コンテンツやLCDゲーム事業を始めるが、これも上手く行かず2003年頃に事業停止。当社のビデオゲーム等の版権はSNKプレイモア（2016年に旧社と同じSNKに社名変更）が引き継いだ。

## 沿革
- 1980年
  - 7月1日 - アルファ電子株式会社として設立。主にアーケードゲームの開発・販売を務める。
- 1981年
  - 3月 - 業界初の麻雀ゲーム『ジャンピューター』をリリース。
- 1983年
  - 4月15日 - 販売・企画部門を分社化する。開発・製造部門を持つ旧社をアルファ電子工業株式会社（本社北本市）に社名変更、新会社をアルファ電子株式会社（本社上尾市）とする。
- 1984年
  - 3月20日 - 上尾市内に新事務所ビルが完成し、開発・販売部門を持つアルファ電子株式会社を移転させる。4月1日業務開始[2]。
- 1990年
  - Multi Video Systemの回路設計を担当。
- 1993年
  - 1月 - 社名を株式会社エーデイーケイに改称（法人格としてはアルファ電子工業株式会社（本社上尾市）が社名変更した[3]）。ユーザー向けにはADKを主に使用。
- 1999年
  - 携帯電話向けコンテンツ事業開始。
- 2003年頃
  - 事業停止。版権等はSNKプレイモアに引き継がれる。
- 2025年
  - 1月29日 - みなし解散[4]。

## 作品

### 「アルファ電子」及び「ADK」として
- 1980年
  - ドラちゃん (クラール電子発売) - 『ドラえもん』のキャラクターとBGMを無断使用したドットイートゲーム。小学館より訴えられ、回収。基板に書かれた元タイトルは「LOVE ATTACK」。敵キャラクターのデータは後の『コロスケローラー』に流用された。
- 1981年
  - ジャンピューター（三立技研発売） - 2人打ちの麻雀ゲーム。なお、発売元の三立技研はサンリツ電気とは全く別の会社である。
  - クラッシュローラー (クラール電子発売)
  - コロスケローラー (クラール電子発売) - 『クラッシュローラー』の続編。
  - ジャンプバグ（セガ発売） - 豊栄産業（後のコアランドテクノロジー / バンプレスト）との共同開発。
- 1982年
  - 将棋（テーカン発売） - 日本将棋連盟のサロンにも置かれた。
  - 将棋パートII（テーカン発売） - 難易度が上がったバージョンアップ版。
  - タルボット - 正式に市場に流通したのは、タイトルに「PART II」が付くバージョンで、PART Iはロケテストのみの出荷。タイトル画面のクレジットには発売元と思しき「VOLT ELECTRONICS」の社名表記があるが、詳細は不明。
- 1983年
  - チャンピオンベースボール（セガ発売） - 選手データは1982年度のものを使用。
  - チャンピオンベースボール2（セガ発売） - 前作のチームデータを1983年度版に入れ替え、2P対戦モードを追加したバージョンアップ版。
  - エキサイティングサッカー
- 1984年
  - エクイテス（セガ発売） - ロボットを操るSFシューティングゲーム
  - ブルファイター（セガ発売） - アイスホッケーゲーム。
  - エキサイティングサッカーII
- 1985年
  - スプレンダーブラスト - 3D視点のSFレースゲーム。
  - ハイボルテージ - 3D視点のSFシューティングゲーム。
  - ザ・高校野球 - 全国の都道府県からチームを選択でき、初期設定は埼玉県代表の上尾高校となっている。上尾はADKの所在地で、実在の上尾高校も1970〜1980年代にかけての甲子園常連校だった。
  - パーフェクトジャンピューター - 4人打ちの麻雀ゲーム。
  - 激走 - レースゲーム。タイトル画面のクレジットには発売元と思しき「EASTERN CORP」の社名表記があるが、詳細は不明。
- 1986年
  - スーパースティングレイ（セガ発売） - 『T・A・N・K』を思わせる戦車戦シューティングゲーム。
  - フラワー（セガ発売） - 縦スクロールシューティングだが横画面。
  - カイロスの館
  - 名人戦（SNK発売） - この作品で初めてSNKと接触し、以後の密接な関係に繋がっていく[5]。
- 1987年
  - マージャンブロック ジャンボウ（SNK発売） - 麻雀とブロック崩しを融合した作品。同年、2人同時プレイが可能になった『ジャンボウ 其の2』もリリースされた。
  - バトルフィールド（SNK発売） - ループレバーを使用するなど『怒 IKARI』を思わせる戦争アクションゲーム。
- 1988年
  - スカイソルジャー（SNK発売） - ウェポン選択が可能な縦スクロールシューティングゲーム。
- 1989年
  - スカイアドベンチャー（SNK発売） - 『スカイソルジャー』の続編。得点が基本的に1点しか入らない変わったシステムとなっている。
  - ギャングウォーズ（SNK発売）
  - スーパーチャンピオンベースボール（SNK発売） - 「帰ってきたチャンピオンベースボール」と表記し、「スーパーチャンピオンベースボール」と読む。
- 1990年
  - STED 遺跡惑星の野望（ケイ・アミューズメントリース発売） - ファミコン用ロールプレイングゲーム。
  - マジシャンロード（SNK発売） - ファンタジーアクションシューティング。
  - ニンジャコンバット（SNK発売） - 忍者が主人公のアクションシューティング格闘。ボスキャラクターの中には倒すと以後ステージ開始時に選んで使えるものも存在する。
- 1991年
  - ラギ（SNK発売）
  - クロスソード（SNK発売、ネオジオCD版は『クロススウォード』） - 3D視点のファンタジーアクション。
  - スラッシュラリー（SNK発売、ネオジオCD版は『ラリーチェイス』） - 2Dのラリーレーシングゲーム。
- 1992年
  - ニンジャコマンドー（SNK発売） - 忍者が主人公の縦スクロールアクションシューティング。コマンド必殺技が存在し、特に爆烈究極拳の入力が「上、左下、右下、左上、右上、下、攻撃ボタン」の順という複雑なものだった。
  - ワールドヒーローズ（SNK発売） - 歴史上の人物を題材にした対戦型格闘ゲーム。プレイヤーキャラクターに忍者がいる。
- 1993年
  - ワールドヒーローズ2（SNK発売）
- 1994年
  - 痛快GANGAN行進曲（SNK発売） - 不良を主人公にした対戦型格闘ゲーム。多くの対戦格闘と異なり、奥行き方向の移動が可能。『ワールドヒーローズ』シリーズに登場の忍者「フウマ」が登場している。
  - ワールドヒーローズ2JET（SNK発売）
- 1995年
  - 将棋の達人（SNK発売）
  - ワールドヒーローズパーフェクト（SNK発売）
  - ADKワールド - ネオジオCD専用で、ADKのネオジオソフトとしては初めてMVSと家庭用ネオジオには出さなかった作品である。同社が過去に出したネオジオソフトのデータが見れたり、様々なミニゲームが収録されている。
- 1996年
  - オーバートップ - 2Dのレーシングゲーム。
  - 押し出しジントリック - ADK初であり唯一の対戦パズルゲーム。『ADKワールド』に続くネオジオCD専用タイトルで、本作もMVSや家庭用ネオジオでは発売されなかった。また、ネオジオCD以外の機種には移植されていない。
  - ニンジャマスターズ〜覇王忍法帖〜 - 戦国時代が舞台の対戦型格闘ゲーム。タイトルが示す通り、プレイヤーキャラクターに忍者が非常に多い。
  - ティンクルスタースプライツ - ADK最後のネオジオ作品。縦スクロールのシューティングゲーム。対戦の要素を盛り込んだことや、かわいいキャラクターなどのため人気を博した。1997年にはセガサターン、2000年にはドリームキャスト（SNK発売）に移植された。
- 1998年
  - ビーストバスターズ セカンドナイトメア（SNK発売） - ADK唯一のハイパーネオジオ64作品。ADK唯一のガンシューティングゲーム。SNKが1989年に開発・発売した『ビーストバスターズ』の続編。ただし、ストーリーの繋がりはない。アーケードゲームとしては、本作がADKが開発に携わった最後のゲームとなった。

### 「未来ソフト」として
- 1997年
  - トレジャーギア - ADKにしては珍しいローグライクゲームの作品。PlayStation専用ソフト。
  - すたあ☆もんじゃ - テクモ（現・コーエーテクモゲームス）のモンスターファームに似ている。PlayStation専用ソフト。開発が遅れたためソニー・コンピュータエンタテインメント（SCE）側が課したペナルティーとして2000枚しかプレスされなかった。そのうち5枚は元社員が所有している。

## 倒産後
倒産後しばらくはADK作品を基にした新作や続編は出てこなかった。しかし2005年、『ティンクルスタースプライツ』の続編『ティンクルスタースプライツ〜La Petite Princesse〜』が現在の版権元であるSNKプレイモアより発売された。さらに同年、『ネオジオバトルコロシアム』に、ADK作品からも数キャラほどプレイヤーキャラクターとして登場した。
それ以降、SNK時代に作られたシリーズ化されている作品を除くSNKプレイモア純正作品などに、ADKのキャラクターがたまに登場している。
2008年12月18日には、『ニンジャマスターズ〜覇王忍法帖〜』、『ニンジャコンバット』、『ニンジャコマンドー』、『痛快GANGAN行進曲』、『ティンクルスタースプライツ』のADK作品5本を収録したPlayStation 2用ソフト『ADK魂』がSNKプレイモアより発売された。
なお、「ネオジオ」以前の作品に関しては、2011年発売の「SNKアーケードクラシックスゼロ」にて「スーパーチャンピオンベースボール」（海外版）の移植を皮切りに幾つかの作品がアーケードアーカイブやSNKのオムニバス集的なソフトで収録されている。
しかし、SNK販売以外のアルファ電子タイトルの版権の殆どが不明のままになっており、ゲームメーカーであるM2も「エクイテスの移植希望が増えているけど、まずは権利関係を整理するところから始めないと」と述べている。

## 出身者
- さいとうつかさ